# Lisa Langseth
Lisa Langseth (Estocolmo, 20 de abril de 1975) es una directora de cine y guionista sueca.  Ha dirigido las películas Pure (2009), Hotell (2013) y Euphoria (2017), en todas con la actriz Alicia Vikander como protagonista principal.

## Carrera
Langseth inició su carrera como directora de teatro. En 2004 dirigió a Noomi Rapace en la obra Beloved, que también escribió. En 2006 dirigió el cortometraje Godkänd.
En 2009  dirigió su largometraje debut Pure, una adaptación de una de sus obras protagonizada por Alicia Vikander. En 2013 dirigió la cinta Hotell, nuevamente con Alicia Vikander en el papel principal. En 2017 dirigió Euphoria, reuniendo a Vikander y a Eva Green en los papeles protagónicos.

## Filmografía
- Pure
- Hotell
- Euphoria